# Sahla Fougania
Sahla Fougania (também escrita Sahela Fougania ou Sahla Foukania) é uma vila na comuna de In Salah, no distrito de In Salah, província de Tamanghasset, Argélia. Está localizada apenas a leste da rodovia nacional N1, 9 quilômetros (5,6 milhas) ao norte da cidade de In Salah.